# Jaime Nos Ruiz
Jaime Nos Ruiz (c. 1915-1995) fue un periodista español.

## Biografía
En sus inicios fue redactor del Diario de Castellón, entre 1934 y 1936. En 1938 ingresó en la redacción del nuevo diario Mediterráneo, periódico del que años después sería nombrado director; ejerció este cargo entre 1943 y 1974. Se hizo muy conocido por sus informaciones deportivas en Mediterráneo, que firmaba como «Vidi». También fue corresponsal de varios medios de Valencia, entre ellos la Hoja del Lunes de la capital valenciana. Se jubiló en 1974.
Falleció en Castellón de la Plana el 15 de mayo de 1995, a los 80 años.

## Obras
- —— (1990). Juegos, cantinelas y travesuras infantiles en el Castellón de los años 29. Sociedad Castellonense de Cultura.